# چپیکینی
چپیکینی (به لاتین: Trzepieciny) یک روستای لهستان در لهستان است که در Gmina Adamów, Zamość County واقع شده‌است.